# Parafia św. Jana z Kęt w Rumi
Parafia pw. św. Jana z Kęt w Rumi – wchodzi w skład dekanatu Reda archidiecezji gdańskiej. Parafia została erygowana 7 grudnia 1984 r. dekretem biskupa diecezjalnego chełmińskiego Mariana Przykuckiego. Kościół parafialny wybudowano w latach 1998–2004 i bywa w nim msza z liturgią w języku kaszubskim. Mieści się przy ulicy Stoczniowców w Janowie.